# Sportverein Babelsberg 1903 2008-2009
Questa voce raccoglie le informazioni riguardanti il Sportverein Babelsberg 1903 nelle competizioni ufficiali della stagione 2008-2009.

## Stagione
Nella stagione 2008-2009 il Babelsberg, allenato da Dietmar Demuth, concluse il campionato di Regionalliga nord al 3º posto. In Coppa di Germania il Babelsberg fu eliminato al primo turno dal Magonza.

## Rosa
| N. |                     | Ruolo | Calciatore       |
| -- | ------------------- | ----- | ---------------- |
| 1  | Germania (bandiera) | P     | Marian Unger     |
| 2  | Germania (bandiera) | D     | Dirk Jonelat     |
| 3  | Germania (bandiera) | D     | Ronny Surma      |
| 5  | Germania (bandiera) | C     | Denis Weidlich   |
| 7  | Germania (bandiera) | D     | Matthias Rudolph |
| 8  | Germania (bandiera) | C     | Patrick Moritz   |
| 9  | Germania (bandiera) | A     | Clemens Lange    |
| 10 | Germania (bandiera) | C     | Sven Hartwig     |
| 11 | Germania (bandiera) | A     | Christopher Kolm |
| 13 | Germania (bandiera) | C     | Rainer Müller    |
| 14 | Libano (bandiera)   | D     | Joan Oumari      |
| 15 | Germania (bandiera) | D     | Hassan Oumari    |

| N. |                                 | Ruolo | Calciatore         |
| -- | ------------------------------- | ----- | ------------------ |
| 16 | Germania (bandiera)             | A     | Daniel Frahn       |
| 17 | Germania (bandiera)             | C     | Julian Prochnow    |
| 19 | Turchia (bandiera)              | C     | Ümit Ergirdi       |
| 20 | Germania (bandiera)             | A     | Stefan Kutschke    |
| 21 | Svezia (bandiera)               | A     | Christian Dreier   |
| 23 | Germania (bandiera)             | P     | Daniel Zacher      |
| 25 | Bosnia ed Erzegovina (bandiera) | C     | Almedin Civa       |
| 30 | Germania (bandiera)             | D     | Tobias Francisco   |
| 30 | Senegal (bandiera)              | A     | Babacar N'Diaye    |
| 31 | Germania (bandiera)             | D     | Bastian Zenk       |
| 33 | Germania (bandiera)             | C     | Björn Laars        |
|    | Germania (bandiera)             | P     | Sebastian Weidlich |

## Organigramma societario
Area tecnica
- Allenatore: Dietmar Demuth
- Allenatore in seconda: Jens Härtel
- Preparatore dei portieri: Sebastian Rauch
- Preparatori atletici:
- Analisi video:

## Calciomercato

### Sessione estiva
| Acquisti | Acquisti         | Acquisti               | Acquisti |
| R.       | Nome             | da                     | Modalità |
| -------- | ---------------- | ---------------------- | -------- |
| C        | Ümit Ergirdi     | TeBe Berlino           |          |
| A        | Christopher Kolm | Oberneuland            |          |
| A        | Stefan Kutschke  | FV Dresden-Laubegast   |          |
| A        | Clemens Lange    | Hansa Rostock II       |          |
| C        | Rainer Müller    | TuS Heeslingen         |          |
| D        | Joan Oumari      | Reinickendorfer Füchse |          |
| P        | Marian Unger     | Magdeburgo             |          |
| P        | Daniel Zacher    | Dinamo Dresda          |          |

| Cessioni | Cessioni         | Cessioni         | Cessioni |
| R.       | Nome             | a                | Modalità |
| -------- | ---------------- | ---------------- | -------- |
| C        | Gökhan Ahmetcik  | TeBe Berlino     |          |
| A        | Aymen Ben-Hatira | TeBe Berlino     |          |
| C        | Nadir Benchenaa  | Namur            |          |
| P        | Carsten Busch    | Union Berlino    |          |
| C        | Pascal Fofie     | Spandauer        |          |
| C        | Slavomír Lukáč   | Grün-Weiß Wolfen |          |
| C        | Jan Mutschler    | Lichtenberg 47   |          |
| D        | Martin Neubert   | TeBe Berlino     |          |
| P        | Sven Roggentin   | Plauen           |          |
| D        | Ivica Vukadin    | Neustrelitz      |          |

### Sessione invernale
| Acquisti | Acquisti        | Acquisti             | Acquisti |
| R.       | Nome            | da                   | Modalità |
| -------- | --------------- | -------------------- | -------- |
| A        | Babacar N'Diaye | Türkiyemspor Berlino |          |

| Cessioni | Cessioni         | Cessioni             | Cessioni |
| R.       | Nome             | a                    | Modalità |
| -------- | ---------------- | -------------------- | -------- |
| D        | Tom Mauersberger | Brandenburger SC Süd |          |

## Risultati

### Regionalliga

#### Girone di andata
| Arbitro: | Hammer |

|              |           |  |
| Prochnow 27’ | Marcatori |  |

| Arbitro: | Thielert |

|               |           |             |
| Kowalczyk 18’ | Marcatori | 77’ Hartwig |

| Arbitro: | Weiner |

|                     |           |  |
| Frahn 78’ Lange 84’ | Marcatori |  |

| Arbitro: | Brauer |

|  |           |            |
|  | Marcatori | 90’ Moritz |

| Arbitro: | Kunzmann |

|                          |           |  |
| Kutschke 75’ Rudolph 90’ | Marcatori |  |

| Arbitro: | Helwig |

|  |           |                               |
|  | Marcatori | 26’ (rig.), 76’ (rig.) Moritz |

| Arbitro: | Born |

|           |           |  |
| Frahn 10’ | Marcatori |  |

| Arbitro: | Stark |

|           |           |                          |
| Wilke 63’ | Marcatori | 21’ Prochnow 68’ Ergirdi |

| Arbitro: | Bornhöft |

|           |           |           |
| Frahn 57’ | Marcatori | 74’ Ernst |

| Kiel 29 ottobre 2008, ore 15:00 CET 10ª giornata | Holstein Kiel | 0 – 0 referto | Babelsberg | Holstein-Stadion (3 358 spett.)\| Arbitro: \| Meyer \| |
| Arbitro:                                         | Meyer         |               |            |                                                        |

| Arbitro: | Hofmann |

|                  |           |           |
| Koçer 13’ (rig.) | Marcatori | 11’ Frahn |

| Arbitro: | Gräfe |

|  |           |                            |
|  | Marcatori | 22’ Hebestreit 88’ Neubert |

| Norderstedt 16 novembre 2008, ore 14:00 CET 13ª giornata | Amburgo II | 0 – 0 referto | Babelsberg | Edmund-Plambeck-Stadion (480 spett.)\| Arbitro: \| Seemann \| |
| Arbitro:                                                 | Seemann    |               |            |                                                               |

| Arbitro: | Siebert |

|                              |           |          |
| Moritz 35’ Kutschke 66’, 76’ | Marcatori | 54’ Agro |

| Arbitro: | Frömel |

|  |           |                        |
|  | Marcatori | 61’ Hartwig 87’ Moritz |

| Potsdam 7 dicembre 2008, ore 14:00 CET 16ª giornata | Babelsberg | 0 – 0 referto | Plauen | Stadio Karl Liebknecht (1 392 spett.)\| Arbitro: \| Rafati \| |
| Arbitro:                                            | Rafati     |               |        |                                                               |

| Lipsia 14 dicembre 2008, ore 14:00 CET 17ª giornata | Sachsen Lipsia | 0 – 0 referto | Babelsberg | Zentralstadion (3 462 spett.)\| Arbitro: \| Fritz \| |
| Arbitro:                                            | Fritz          |               |            |                                                      |

#### Girone di ritorno
| Arbitro: | Gagelmann |

|              |           |             |
| Wehrendt 39’ | Marcatori | 4’ Prochnow |

| Arbitro: | Dankert |

|                                      |           |  |
| Moritz 20’ Lange 78’, 82’ Müller 88’ | Marcatori |  |

| Arbitro: | Stark |

|             |           |           |
| Brendel 52’ | Marcatori | 84’ Frahn |

| Arbitro: | Preuß |

|             |           |              |
| N'Diaye 56’ | Marcatori | 72’ Petersen |

| Arbitro: | Brauer |

|            |           |                       |
| Tunjic 64’ | Marcatori | 33’ Hartwig 72’ Frahn |

| Arbitro: | Kampka |

|           |           |  |
| Surma 35’ | Marcatori |  |

| Arbitro: | Heitmann |

|                              |           |  |
| Bobrowski 83’ Kilicaslan 89’ | Marcatori |  |

| Arbitro: | Rohde |

|                                |           |                   |
| Frahn 40’, 90’ (rig.) Civa 45’ | Marcatori | 35’ (rig.) Kellig |

| Arbitro: | Born |

|  |           |             |
|  | Marcatori | 72’ Hartwig |

| Arbitro: | Kircher |

|  |           |                          |
|  | Marcatori | 23’ Siedschlag 62’ Grgić |

| Arbitro: | Fischer |

|                |           |  |
| Frahn 64’, 78’ | Marcatori |  |

| Arbitro: | Aytekin |

|                |           |            |
| Müller 3’, 16’ | Marcatori | 38’ Moritz |

| Arbitro: | Schempershauwe |

|                                                            |           |           |
| Frahn 3’, 77’ Moritz 35’ Hartwig 43’ Ergirdi 70’ Lange 87’ | Marcatori | 60’ Torun |

| Arbitro: | Schößling |

|                             |           |                          |
| Hoeneß 11’ (rig.) Benda 42’ | Marcatori | 71’ Kutschke 86’ N'Diaye |

| Potsdam 23 maggio 2009, ore 14:00 CEST 32ª giornata | Babelsberg | 0 – 0 referto | Wolfsburg II | Stadio Karl Liebknecht (809 spett.)\| Arbitro: \| Sönder \| |
| Arbitro:                                            | Sönder     |               |              |                                                             |

| Arbitro: | Welz |

|                           |           |             |
| Soltau 19’, 42’, 68’, 90’ | Marcatori | 16’ N'Diaye |

| Arbitro: | Siebert |

|             |           |  |
| N'Diaye 65’ | Marcatori |  |

### Coppa di Germania
| Arbitro: | Henschel |

|            |           |                          |
| Moritz 90’ | Marcatori | 90’ Feulner 107’ Bogavac |

## Statistiche

### Statistiche di squadra
| Competizione      | Punti | In casa | In casa | In casa | In casa | In casa | In casa | In trasferta | In trasferta | In trasferta | In trasferta | In trasferta | In trasferta | Totale | Totale | Totale | Totale | Totale | Totale | DR  |
| Competizione      | Punti | G       | V       | N       | P       | Gf      | Gs      | G            | V            | N            | P            | Gf           | Gs           | G      | V      | N      | P      | Gf     | Gs     | DR  |
| ----------------- | ----- | ------- | ------- | ------- | ------- | ------- | ------- | ------------ | ------------ | ------------ | ------------ | ------------ | ------------ | ------ | ------ | ------ | ------ | ------ | ------ | --- |
| Regionalliga nord | 63    | 17      | 11      | 4       | 2       | 28      | 9       | 17           | 6            | 8            | 3            | 18           | 16           | 34     | 17     | 12     | 5      | 46     | 25     | +21 |
| Coppa di Germania | -     | 1       | 0       | 0       | 1       | 1       | 2       | 0            | 0            | 0            | 0            | 0            | 0            | 1      | 0      | 0      | 1      | 1      | 2      | -1  |
| Totale            | 63    | 18      | 11      | 4       | 3       | 29      | 11      | 17           | 6            | 8            | 3            | 18           | 16           | 35     | 17     | 12     | 6      | 47     | 27     | +20 |

### Andamento in campionato
| Giornata  | 1 | 2 | 3 | 4 | 5 | 6 | 7 | 8 | 9 | 10 | 11 | 12 | 13 | 14 | 15 | 16 | 17 | 18 | 19 | 20 | 21 | 22 | 23 | 24 | 25 | 26 | 27 | 28 | 29 | 30 | 31 | 32 | 33 | 34 |
| --------- | - | - | - | - | - | - | - | - | - | -- | -- | -- | -- | -- | -- | -- | -- | -- | -- | -- | -- | -- | -- | -- | -- | -- | -- | -- | -- | -- | -- | -- | -- | -- |
| Luogo     | C | T | C | T | C | T | C | T | C | T  | T  | C  | T  | C  | T  | C  | T  | T  | C  | T  | C  | T  | C  | T  | C  | T  | C  | C  | T  | C  | T  | C  | T  | C  |
| Risultato | V | N | V | V | V | V | V | V | N | N  | N  | P  | N  | V  | V  | N  | N  | N  | V  | N  | N  | V  | V  | P  | V  | V  | P  | V  | P  | V  | N  | N  | P  | V  |
| Posizione | 6 | 4 | 2 | 1 | 1 | 1 | 1 | 1 | 1 | 1  | 1  | 2  | 4  | 3  | 2  | 3  | 4  | 4  | 4  | 4  | 4  | 4  | 3  | 3  | 3  | 3  | 3  | 3  | 3  | 3  | 3  | 3  | 3  | 3  |

Legenda:

Luogo: C = Casa; T = Trasferta. Risultato: V = Vittoria; N = Pareggio; P = Sconfitta.

### Statistiche dei giocatori
| Giocatore       | Regionalliga nord | Regionalliga nord | Regionalliga nord | Regionalliga nord | Coppa di Germania | Coppa di Germania | Coppa di Germania | Coppa di Germania | Totale   | Totale | Totale      | Totale     |
| Giocatore       | Presenze          | Reti              | Ammonizioni       | Espulsioni        | Presenze          | Reti              | Ammonizioni       | Espulsioni        | Presenze | Reti   | Ammonizioni | Espulsioni |
| --------------- | ----------------- | ----------------- | ----------------- | ----------------- | ----------------- | ----------------- | ----------------- | ----------------- | -------- | ------ | ----------- | ---------- |
| A. Civa         | 33                | 1                 | 4                 | 1                 | 1                 | 0                 | 0                 | 0                 | 34       | 1      | 4           | 1          |
| C. Dreier       | 0                 | 0                 | 0                 | 0                 | 0                 | 0                 | 0                 | 0                 | 0        | 0      | 0           | 0          |
| R. Eichstädt    | 1                 | 0                 | 0                 | 0                 | 0                 | 0                 | 0                 | 0                 | 1        | 0      | 0           | 0          |
| Ü. Ergirdi      | 33                | 2                 | 7                 | 0                 | 1                 | 0                 | 0                 | 0                 | 34       | 2      | 7           | 0          |
| D. Frahn        | 27                | 12                | 7                 | 0                 | 1                 | 0                 | 0                 | 0                 | 28       | 12     | 7           | 0          |
| T. Francisco    | 0                 | 0                 | 0                 | 0                 | 0                 | 0                 | 0                 | 0                 | 0        | 0      | 0           | 0          |
| S. Hartwig      | 30                | 5                 | 7                 | 0                 | 1                 | 0                 | 0                 | 0                 | 31       | 5      | 7           | 0          |
| D. Jonelat      | 8                 | 0                 | 1                 | 0                 | 0                 | 0                 | 0                 | 0                 | 8        | 0      | 1           | 0          |
| C. Kolm         | 11                | 0                 | 1                 | 0                 | 1                 | 0                 | 0                 | 0                 | 12       | 0      | 1           | 0          |
| S. Kutschke     | 20                | 4                 | 2                 | 0                 | 1                 | 0                 | 0                 | 0                 | 21       | 4      | 2           | 0          |
| B. Laars        | 29                | 0                 | 3                 | 0                 | 1                 | 0                 | 0                 | 0                 | 30       | 0      | 3           | 0          |
| C. Lange        | 32                | 4                 | 3                 | 0                 | 1                 | 0                 | 1                 | 0                 | 33       | 4      | 4           | 0          |
| T. Mauersberger | 8                 | 0                 | 1                 | 0                 | 0                 | 0                 | 0                 | 0                 | 8        | 0      | 1           | 0          |
| P. Moritz       | 32                | 8                 | 4                 | 0                 | 1                 | 1                 | 1                 | 0                 | 33       | 9      | 5           | 0          |
| R. Müller       | 31                | 1                 | 3                 | 0                 | 0                 | 0                 | 0                 | 0                 | 31       | 1      | 3           | 0          |
| B. N'Diaye      | 12                | 4                 | 1                 | 0                 | 0                 | 0                 | 0                 | 0                 | 12       | 4      | 1           | 0          |
| H. Oumari       | 4                 | 0                 | 0                 | 0                 | 1                 | 0                 | 0                 | 0                 | 5        | 0      | 0           | 0          |
| J. Oumari       | 15                | 0                 | 2                 | 0                 | 0                 | 0                 | 0                 | 0                 | 15       | 0      | 2           | 0          |
| J. Prochnow     | 31                | 3                 | 8                 | 0                 | 1                 | 0                 | 1                 | 0                 | 32       | 3      | 9           | 0          |
| M. Rudolph      | 24                | 1                 | 1                 | 0                 | 0                 | 0                 | 0                 | 0                 | 24       | 1      | 1           | 0          |
| R. Surma        | 33                | 1                 | 5                 | 0                 | 1                 | 0                 | 0                 | 0                 | 34       | 1      | 5           | 0          |
| M. Unger        | 32                | 0                 | 0                 | 0                 | 1                 | 0                 | 0                 | 0                 | 33       | 0      | 0           | 0          |
| D. Weidlich     | 22                | 0                 | 1                 | 1                 | 1                 | 0                 | 0                 | 0                 | 23       | 0      | 1           | 1          |
| S. Weidlich     | 0                 | 0                 | 0                 | 0                 | 0                 | 0                 | 0                 | 0                 | 0        | 0      | 0           | 0          |
| D. Zacher       | 2                 | 0                 | 0                 | 0                 | 0                 | 0                 | 0                 | 0                 | 2        | 0      | 0           | 0          |
| B. Zenk         | 4                 | 0                 | 0                 | 0                 | 0                 | 0                 | 0                 | 0                 | 4        | 0      | 0           | 0          |